# 松平頼昌
松平 頼昌（まつだいら よりあつ）は、江戸時代中期の高松松平家御厄介（一門）。松平大膳家第5代当主。通称は大膳。

## 略歴
高松藩5代藩主・松平頼恭の五男として誕生。母は半（荒川氏）。幼名は直之助。
宝暦4年（1754年）、父の養弟である大膳家当主頼央（蜂須賀至央）が徳島藩主蜂須賀家に養子入りしたため、大膳家の家督を相続した。当初の禄高は2000石だったが、天明5年（1785年）に加増され5000石となる。寛政元年（1789年）7月14日没。享年38。
家督は弟頼裕の子・頼格が相続した。